# 川上政行 You刊ふくおか
川上政行 You刊ふくおか（かわかみまさゆき ゆうかんふくおか）は2023年4月3日から2024年3月29日までTVQ九州放送で放送されていたローカルニュース番組である。

## 概要
本番組は2023年3月31日に6年間続いた『ふくサテ!』が終了したため、その後番組としてスタートした。
メインキャスターの川上政行はテレQ開局当初のアナウンサーで開局当初のローカルニュースのキャスターも務めていた。その後、フリーアナウンサーに転向し同時間帯に放送されていた『今日感テレビ』（RKB毎日放送）ほか数多くのテレビ・ラジオ番組で活躍した。川上がテレQの夕方のローカルニュース番組のキャスターを務めたのは約30年ぶりだった。
この番組の担当に伴い2022年1月から担当していた『PAO～N』（KBCラジオ）の月曜パーソナリティーを川上と同期の和田安生に譲り番組を卒業した。
キャスター、フィールドキャスターにはテレQアナウンサーを起用した。フィールドキャスターの一人である木戸優雅は前番組『ふくサテ!』のキャスターだった。
キャッチフレーズは「百戦錬磨のカワカミ目線」だった。
番組は1年で終了した。後継は「テレQニュースPLUS」。

## 出演
メインキャスター
- 川上政行

キャスター
- 中嶋空

フィールドキャスター
- 木戸優雅
- 岡田桃佳

キャスター、フィールドキャスターはすべてテレQアナウンサー
ニュース解説（日替わり）
- 田中信宏（日本経済新聞 西部支社編集部長）
- 田中信幸（西日本新聞社 経済部長）
- 小野浩志（西日本新聞社 社会部デスク）
- 倉員知子（キャリア・組織開発コーチ）
- 橿渕明彦（共同通信社 福岡支社長)

プロ野球解説
- 鳥越裕介（元福岡ソフトバンクホークスコーチ）

週末気象解説
- 梶屋綾（気象予報士）

## 放送時間
- 月曜 - 金曜 16:24 - 16:54

『ふくサテ!』同様祝日、年末年始は休止した。